# لیچو
لیچو (به آلمانی: Litschau) یک شهر در اتریش است که در ناحیه گموند واقع شده‌است. لیچو ۲٬۳۶۲ نفر جمعیت دارد.